# گمینا کوبلین-بوژمه
گمینا کوبلین-بوژمه (به لهستانی:  Gmina Kobylin-Borzymy) یک گمینا در لهستان است که در شهرستان وسوکیه مازوویتسکیه واقع شده‌است. گمینا کوبلین-بوژمه ۱۱۹٫۶ کیلومتر مربع مساحت و ۳٬۳۷۸ نفر جمعیت دارد.